# クリス・ドゥアルテ
クリストファー・ジオレット・ドゥアルテ（Christopher Theoret Duarte, 1997年6月13日 - ）は、ドミニカ共和国のプロバスケットボール選手。カナダ・ケベック州モントリオール出身。NBAのシカゴ・ブルズに所属している。ポジションはシューティングガード。

## 来歴

### 生い立ち
カナダで生まれ、ドミニカ共和国で育った。その後高校時代の途中にアメリカ合衆国に移住した。

### カレッジ
ノースウェスト・フロリダステートカレッジで2年間プレーした後、オレゴン大学へ転校した。
大学最終年の2020-21シーズンは平均17.1得点、4.6リバウンド、2.7アシストの成績を記録し、ジェリー・ウェスト賞を受賞した。その後、シーズン終了後に2021年のNBAドラフトにエントリーした。

### インディアナ・ペイサーズ
2021年のNBAドラフトにて1巡目全体13位でインディアナ・ペイサーズから指名され。8月4日にペイサーズとのルーキー契約に合意した。

### サクラメント・キングス
2023年7月6日に2つの将来のドラフト2巡目指名権とのトレードでサクラメント・キングスへ移籍した。

### シカゴ・ブルズ
2024年7月8日にデマー・デローザンとのサイン・アンド・トレードの一環としてシカゴ・ブルズへ移籍した。

## 個人成績

### NBA

#### レギュラーシーズン
| シーズン | チーム | GP  | GS | MPG  | FG%  | 3P%  | FT%  | RPG | APG | SPG | BPG | PPG  |
| -------- | ------ | --- | -- | ---- | ---- | ---- | ---- | --- | --- | --- | --- | ---- |
| 2021–22  | IND    | 55  | 39 | 28.0 | .432 | .369 | .804 | 4.1 | 2.1 | 1.0 | .2  | 13.1 |
| 2022–23  | IND    | 46  | 12 | 19.5 | .369 | .316 | .847 | 2.5 | 1.4 | .5  | .2  | 7.9  |
| 2023–24  | SAC    | 59  | 11 | 12.2 | .381 | .346 | .788 | 1.8 | .7  | .5  | .1  | 3.9  |
| 通算     | 通算   | 160 | 62 | 19.7 | .405 | .347 | .816 | 2.8 | 1.4 | .7  | .2  | 8.2  |

### カレッジ
| シーズン | チーム   | GP | GS | MPG  | FG%  | 3P%  | FT%  | RPG | APG | SPG | BPG | PPG  |
| -------- | -------- | -- | -- | ---- | ---- | ---- | ---- | --- | --- | --- | --- | ---- |
| 2019–20  | オレゴン | 28 | 28 | 30.1 | .414 | .336 | .795 | 5.6 | 1.6 | 1.7 | .5  | 12.9 |
| 2020–21  | オレゴン | 26 | 26 | 34.1 | .532 | .424 | .810 | 4.6 | 2.7 | 1.9 | .8  | 17.1 |
| 通算     | 通算     | 54 | 54 | 32.0 | .473 | .380 | .803 | 5.1 | 2.1 | 1.8 | .7  | 14.9 |

## 代表歴
2023年FIBAバスケットボール・ワールドカップアメリカ予選の試合に出場し代表デビューを果たす。